# César Molinas
César Molinas (1950) és un economista i consultor. Es va llicenciar en matemàtiques i doctorar en econòmiques a la Universitat de Barcelona. Va completar els seus estudis amb un Màster a la London School of Economics. Posteriorment va fundar l'empresa especialitzada en serveis de consultoria Mutua Paucis. També va treballar com a consultor per a Merrill Lynch. Ha ocupat diversos càrrecs institucionals, entre els quals destaca director general de planificació al Ministeri d'Economia i Hissenda d'Espanya, així com director d'anàlisi econòmica a la CNMV.
Ha publicat o copublicat alguns llibres de divulgació sobre economia, com La inversión en España. Econometría con restricciones de equilibrio (Antoni Bosch, 1990), La España posible: Tres ensayos para un nuevo regeneracionismo y una reflexión sobre el poder (Península, 2015) o Poner fin al desempleo (junto con Pilar García Perea, Deusto, 2016), o Qué hacer con España: del capitalismo castizo a la refundación de un país (Destino, 2013).
Colabora amb diversos mitjans de comunicació com El País o Expansión.